# L'Océan au bout du chemin
L'Océan au bout du chemin (titre original : The Ocean at the End of the Lane) est un roman fantastique de l'écrivain britannique Neil Gaiman publié en 2013 puis traduit en français et publié aux éditions Au Diable Vauvert en octobre 2014. Le livre a obtenu le prix Locus du meilleur roman de fantasy 2014.

## Résumé
Un homme retourne dans son village d'enfance pour un enterrement. Il redécouvre l'endroit où lui et sa  sœur ont grandi. Il se souvient alors de la jeune voisine Lettie Hempstock qui soutenait que la mare au bout du chemin était un océan.
Devant la maison où Lettie vivait avec sa mère et sa grand-mère, il rencontre un membre de la famille de son ancienne voisine et commence à se souvenir d'évènements passés qu'il avait oubliés.

## Récompense
- Prix Locus du meilleur roman de fantasy 2014

## Éditions
- The Ocean at the End of the Lane, William Morrow and Company, 18 juin 2013, 192 p.  (ISBN 978-0062255655)
- L'Océan au bout du chemin, Au diable vauvert, 23 octobre 2014, trad. Patrick Marcel, 320 p.  (ISBN 978-2846268035)
- L'Océan au bout du chemin, J'ai lu, coll. « Science-fiction », 9 mars 2016, trad. Patrick Marcel, 251 p.  (ISBN 978-2290091777)